# Municipio de Nauzontla
El municipio de Nauzontla es uno de los 217 municipios en que se encuentra dividido el estado mexicano de Puebla. Está ubicado en la región Sierra Nororiental. 
Es uno de los municipios más pequeños de Puebla ubicándose en el lugar 170 de extensión, con 42,20 kilómetros cuadrados.

## Toponimia
El nombre de este municipio es una voz náhuatl compuesta de "nahui", cuatro: "tzontl", cabecera o en sentido figurado altura o cumbre, y "tlan "cerca o junto; significa: "cerca de cuatro cumbres o alturas" ó "cerca de cuatro cosas, es decir cuatro cerros.

## Geografía
El municipio de Nauzontla se localiza en la parte norte del estado, colinda al norte con Zoquiapan, al este con la Ciudad de Cuetzalan del Progreso y Zacapoxtla al sur con Xochiapulco y al oeste con Xochitlán de Vicente Suárez., cuenta con una extensión de 42.20 kilómetros cuadrados.

## Población
De acuerdo con los resultados que presenta el II Conteo de Población y Vivienda del 2005, el municipio cuenta con un total de 3,443 habitantes.

## Religión
Su población es 100% católica.

## Cultura
Entre la arquitectura destaca la iglesia Parroquial dedicada a Santa Maria de la Natividad que data del siglo XVI.
Su fiesta patronal es el día 8 de septiembre, se festeja con mayordomías, con danzas entre las que destacan Los voladores, matlachines (matarachines), toreadores, los negritos, quetzales, juegos pirotécnicos, bandas, jaripeos, bailes, eventos deportivos, procesiones, cirios floreados y celebraciones litúrgicas.
En cuanto a la cultura gastronómica, podemos encontrar lo siguiente:
- Alimentos: Mole negro y chilatole rojo típicos de la zona, caldo aguado o chilpozonte de pollo o res, tamales, enfrijoladas, chicharrón prensado, tlacoyos de alberjón.
- Dulces: Fruta seca y pan dulce.
- Bebidas: Café, atole, aguardiente y yolixpa.

## Economía

### Agricultura
En el municipio se producen granos como el maíz, frijol y la papa. 

### Ganadería
Encontramos porcino y equino. Así como conejos, mulas y asnos. 

### Industria
El municipio cuenta con la siguiente actividad industrial manufacturera como son: panadería, fabricación de muebles de madera, sastrería, molino de nixtamal y manufactura de ropa. 

### Comercio
El municipio cuenta con los siguientes establecimientos de: abarrotes, carnicerías, pollerías, frutas y legumbres, observándose que principalmente tienen productos básicos para la alimentación. 